# Hedypathes monachus
Hedypathes monachus är en skalbaggsart som först beskrevs av Wilhelm Ferdinand Erichson 1848.  Hedypathes monachus ingår i släktet Hedypathes och familjen långhorningar.
Artens utbredningsområde är Guyana. Inga underarter finns listade i Catalogue of Life.